# Viciria paludosa
Viciria paludosa är en spindelart som beskrevs av George William Peckham och Elizabeth Maria Gifford Peckham 1907. Viciria paludosa ingår i släktet Viciria och familjen hoppspindlar. Inga underarter finns listade i Catalogue of Life.